# Marcell Pongó
Marcell Pongó (* 3. März 1997 in Baja) ist ein ungarischer Basketballspieler.

## Laufbahn
Im Laufe der Saison 2014/15 gab Pongó im Trikot von PVSK Pécs sein Debüt in Ungarns erster Liga. Er spielte zudem in der Nachwuchsabteilung des Vereins.
Über seinen Landsmann Zoltan Nagy, der als Trainer in Ulm arbeitete, kam Pongó mit den Verantwortlichen von Ratiopharm Ulm in Verbindung und wechselte zur Saison 2015/16 an die Donau. In seinem ersten Spieljahr in Deutschland kam Pongó für die Ulmer Nachwuchsfördermannschaften in der 2. Bundesliga ProB (Weißenhorn Youngstars) sowie in der zweiten Regionalliga zum Einsatz, darüber hinaus verstärkte er Ulms Mannschaft in der Nachwuchs-Basketball-Bundesliga.
Zur Saison 2016/17 schaffte er den Sprung in den erweiterten Kader der Erstligamannschaft von Ratiopharm Ulm und bestritt am 29. April 2017 im Duell mit Ludwigsburg seinen ersten Einsatz in der Basketball-Bundesliga. Hauptsächlich lief Pongó allerdings für Weißenhorn auf und gewann mit der Mannschaft den Meistertitel in der ProB, was zudem den Aufstieg in die 2. Bundesliga ProA bedeutete. Zu diesem Triumph trug der Ungar in 32 Saisoneinsätzen im Schnitt 11,6 Punkte, 6,2 Korbvorlagen, 4,1 Rebounds sowie 2,4 Ballgewinne bei. Im Spieljahr 2017/18 verfehlte er mit der OrangeAcademy (neuer Name der Mannschaft nach dem Umzug von Weißenfels nach Ulm) den Klassenerhalt in der ProA. Pongó erzielte während der Saison in 29 Spielen als zweitbester Korbschütze der Mannschaft im Schnitt zwölf Punkte und gab pro Begegnung statistisch 5,8 Korbvorlagen.
Anfang Juni 2018 wurde er vom Nürnberg Falcons BC (2. Bundesliga ProA) verpflichtet. Er schaffte mit den Franken als Vizemeister den Bundesliga-Aufstieg und war an diesem Erfolg im Verlauf des Spieljahres 2018/19 mit Mittelwerten von 8,8 Punkten, 5,5 Korbvorlagen und 3,2 Rebounds pro Begegnung beteiligt. Anfang April 2021 wechselte Pongó als Trainingsspieler zum Bundesligisten Crailsheim Merlins, war bis zum Ende der Saison 2020/21 aber nicht mehr einsatzberechtigt, da die Mannschaft bereits alle Bundesliga-Teilnahmeberechtigungen vergeben hatte.
Pongó kehrte zur Saison 2021/22 in sein Heimatland zurück und setzte seine Laufbahn bei Alba Fehérvár fort. Im Sommer 2023 wechselte er zu Falco KC Szombathely.

### Nationalmannschaft
Als Mitglied des ungarischen Junioren-Nationalkaders nahm Pongó an der U16-Basketball-Europameisterschaft 2013 (B-Gruppe), an den U18-Basketball-Europameisterschaften in den Jahren 2014 und 2015 (jeweils B-Gruppe) sowie an der U-20-Basketball-Europameisterschaft 2016 teil. Später bestritt er Länderspiele für Ungarns Herrennationalmannschaft.